# Agnieszka Rylik
Agnieszka Rylik (ur. 21 stycznia 1974 w Kołobrzegu) – najbardziej utytułowana polska pięściarka, mistrzyni świata w boksie zawodowym, posiadaczka dwóch pasów federacji WIBF i WIBO, wielokrotna mistrzyni świata i Europy w kick-boxingu, reporterka i prezenterka telewizyjna, aktorka, pisarka i osobowość medialna.

## Życiorys
Urodziła się i wychowała w Kołobrzegu. Ma starszą o pięć lat siostrę, Katarzynę. W młodości grała w koszykówkę i siatkówkę, uprawiała lekkoatletykę.
W wieku 15 lat udała się na zajęcia z samoobrony, niedługo później zaczęła treningi kick-boxingu. Po pół roku trenowania zdobyła złoty medal mistrzostw Polski. Następnie została wicemistrzynią Europy seniorek, a dwa lata później – mistrzynią świata seniorek. W 1994 sięgnęła po zawodowe mistrzostwo Europy w kick-boxingu, a rok później – po mistrzostwo świata. W następnych latach najlepsza była jeszcze trzykrotnie. W wieku 17 lat została mistrzynią świata w boksie zawodowym. W latach 2000–2005 wygrała 17 z 18 stoczonych pojedynków w boksie zawodowym. Jako jedna z nielicznych walczyła w nowojorskim Madison Square Garden i Mandalay Bay w Las Vegas.
Studiowała politologię w Wyższej Szkole Zarządzania i Bankowości w Poznaniu. W 2002 zagrała trenerkę w filmie Superprodukcja. Była też bohaterką filmu dokumentalnego Igi Cembrzyńskiej 48 godzin z życia kobiety. Jesienią 2005 uczestniczyła w drugiej edycji programu rozrywkowego TVN Taniec z gwiazdami oraz prowadziła autorski cykl sportowy w programie śniadaniowym Dzień dobry TVN. Współpracowała też z redakcją sportową TVP. W 2012 współprowadziła program rozrywkowy TVN Turbo MMAster. W 2017 uczestniczyła w drugiej edycji reality show Agent – Gwiazdy i wystąpiła gościnnie w filmie Patryka Vegi Botoks, a 26 kwietnia 2017 wydawnictwem Edipresse Polska ukazała się jej książka autobiograficzna pt. „Nokaut”.

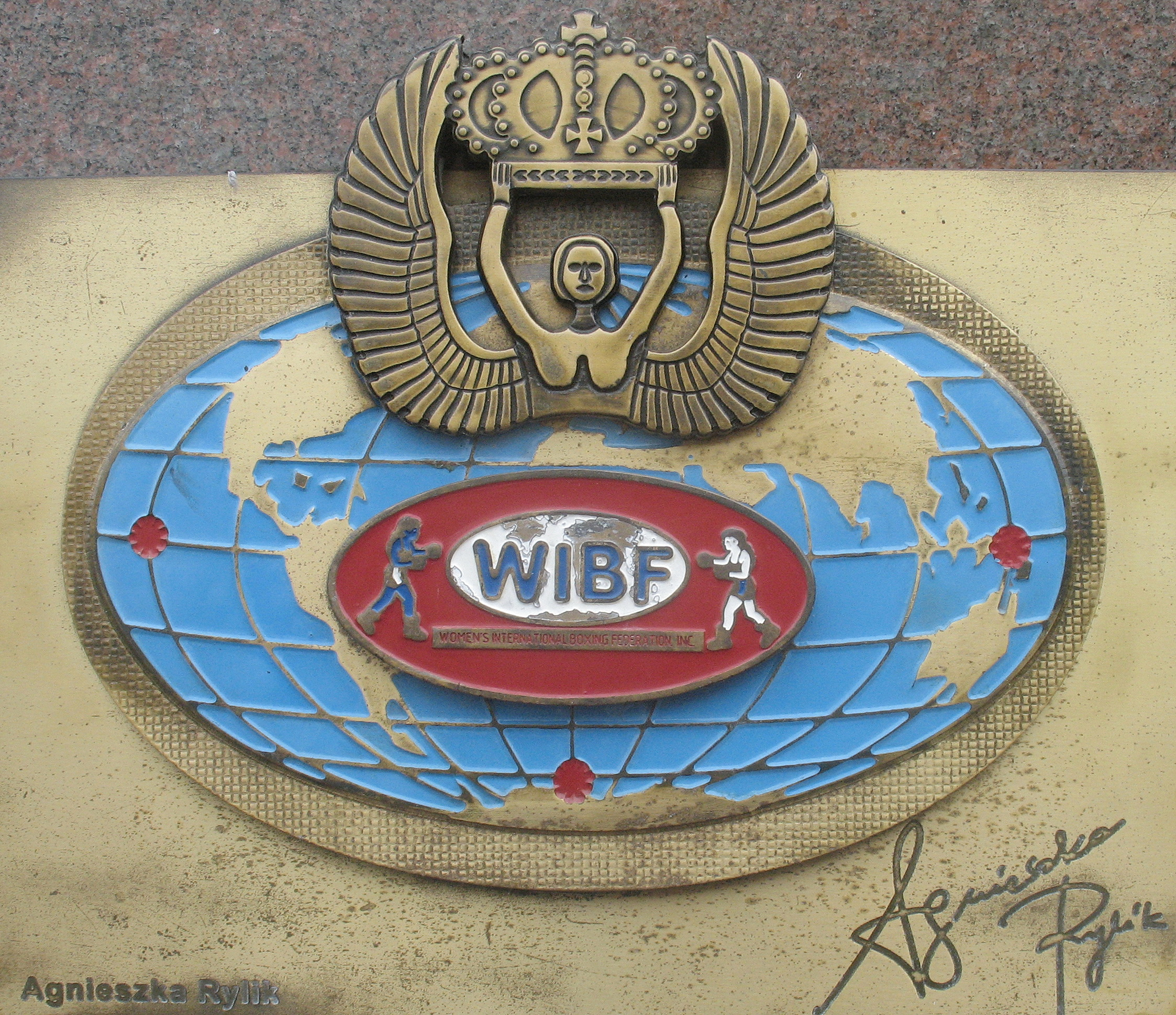
Kopia pasa mistrzowskiego i autografu Rylik w Alei Gwiazd Sportu w Dziwnowie

## Życie prywatne
Była zaręczona z kickbokserem Robertem Nowakiem. Z mężem Krzysztofem Zbarskim ma córkę Marię (ur. 2011). Po 15 latach związku rozstała się z mężem. Następnie związała się z Andrzejem Gnoińskim, z którym była związana do jego śmierci w 2022.

## Osiągnięcia sportowe
- mistrzyni Europy i wielokrotna mistrzyni świata w boksie zawodowym
- czterokrotne mistrzostwo świata w kick-boxingu
- trzykrotna mistrzyni Europy w kick-boxingu
- dwukrotna mistrzyni Polski w kick-boxingu

## Filmografia
Filmie i seriale
- 2002: 48 godzin z życia kobiety jako ona sama
- 2002: Superprodukcja jako trenerka Donaty
- 2016: Pitbull. Niebezpieczne kobiety jako Sylwka
- 2017: Botoks

Teledyski
- 2016: Marcin Czerwiński – „Jak lew”

## Publikacje
- Agnieszka Rylik, Wojciech Zawioła, Nokaut, Wydawnictwo Edipresse, 2017